# Station Bromsgrove
Bromsgrove is een spoorwegstation van National Rail in Bromsgrove, Bromsgrove in Engeland. Het station is eigendom van Network Rail en wordt beheerd door West Midland Trains. Het station is geopend in 1840.